# Grigol Liluachvili
Grigol Liluashvili (géorgien : გრიგოლ ლილუაშვილი, né le 1er septembre 1977) est un homme politique et fonctionnaire géorgien, qui occupe actuellement le poste de chef du service de sécurité de l'État.

## Biographie

### Carrière
Grigol Liluachvili est entrée en politique dans le secteur des affaires en tant qu'associée de l'ancien Premier ministre et homme d'affaires milliardaire Bidzina Ivanichvili. 
En 2016, il a été élu député du parti Rêve géorgien, cependant, il a été rapidement muté à un poste élevé au sein du Service de sécurité de l'État.
En 2019, Après la nomination de Vakhtang Gomelaouri au poste de ministre de l'Intérieur, Grigol Liluachvili  a été nommé chef du Service de sécurité d'État de Géorgie.